# Sidi Errabia
Sidi Errabia ou Sidi Rabai est une commune de la wilaya de Médéa en Algérie.

## Géographie
La commune est située dans le tell central algérien dans l'Atlas tellien au sud de l'Atlas blidéen et au nord des plaines de Beni Slimane à environ 90 km au sud d'Alger et à 70 km au sud-est de Médéa et à environ 8 km au nord de Beni Slimane et à 92 km au sud-est de Boumerdès et à 24 km au sud de Tablat et à 59 km à l'ouest de Bouira. 
|            | Mezerana     |                   |
| Bouchrahil | Sidi Errabia | El Guelb El Kebir |
|            | Beni Slimane |                   |